# Иванка при Њитри
Иванка при Њитри (слч. Ivanka pri Nitre) насељено је мјесто са административним статусом сеоске општине (слч. obec) у округу Њитра, у Њитранском крају, Словачка Република.

## Становништво
| Година:    | 1994. | 2004.   | 2014.   | 2024.    |
| ---------- | ----- | ------- | ------- | -------- |
| Број људи: | 2243  | 2417    | 2471    | 3083     |
| Разлика:   |       | +7,75 % | +2,23 % | +24,76 % |

| Година:    | 2023. | 2024.   |
| ---------- | ----- | ------- |
| Број људи: | 3064  | 3083    |
| Разлика:   |       | +0,62 % |

Према подацима о броју становника из 2011. године насеље је имало 2.432 становника.